# Metacrateria miasticta
Metacrateria miasticta är en fjärilsart som beskrevs av George Francis Hampson 1918. Metacrateria miasticta ingår i släktet Metacrateria och familjen mott. Inga underarter finns listade i Catalogue of Life.